# Attiéké
 (mai 2025).
L'attiéké  est un mets traditionnel de la gastronomie ivoirienne obtenu par cuisson à la vapeur de semoule de pulpe de manioc fermentée. Il s'agit d'un aliment traditionnel au goût aigrelet, qui se consomme avec du poisson, de la viande et des légumes. Originaire du sud de la Côte d'Ivoire, l'attiéké est traditionnellement produit par les femmes Adioukrou, Ebrié et Avikam.

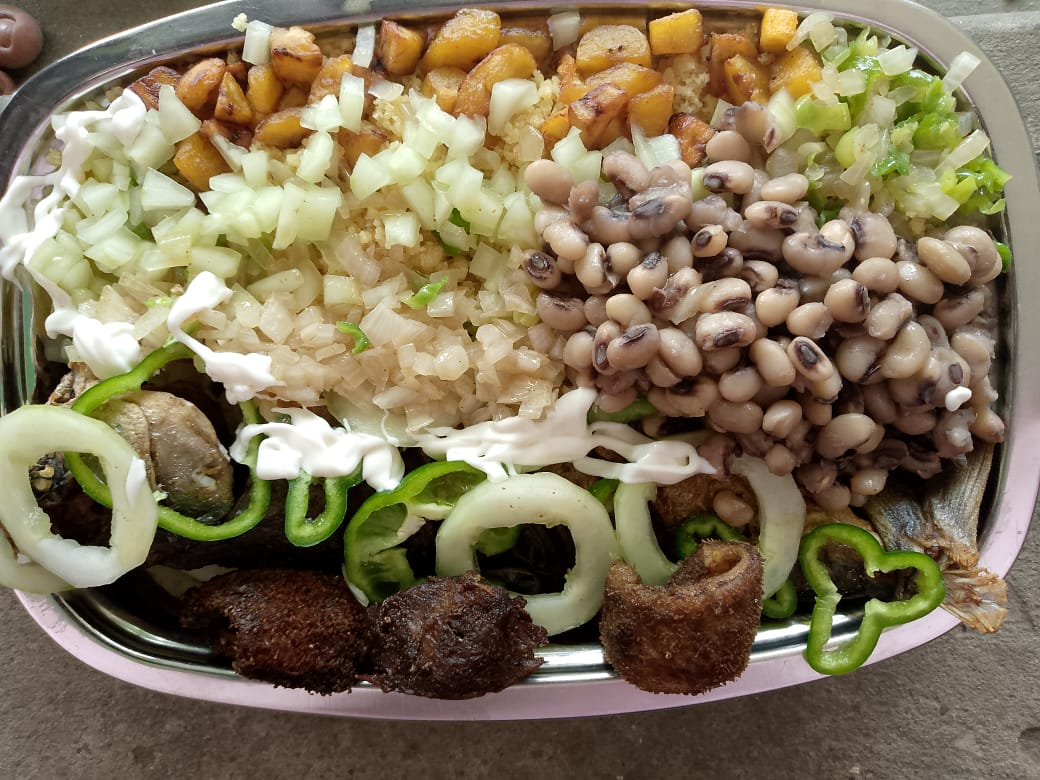
Un plat d'attiéké au Bénin

## Origine du plat et de son nom

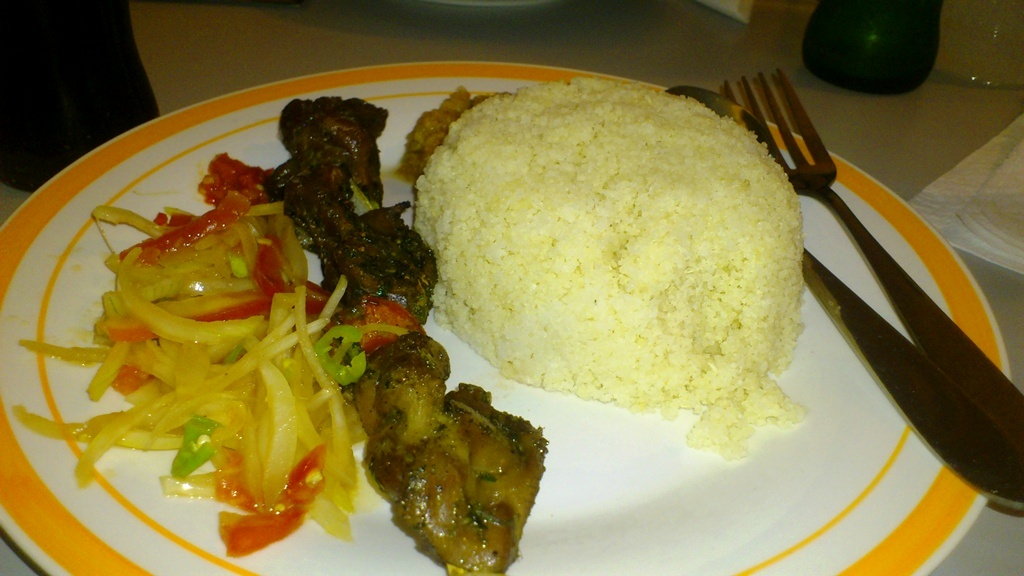
Attiéké et gésiers de poulet

L'attiéké est une spécialité culinaire originaire des ethnies lagunaires (Ebrié, Adioukrou, Alladian, Abidji, Avikam, Ahizi, Attié) du sud de la Côte d'Ivoire qui est consommée partout à travers le pays. Elle s’étend à partir des années 2000 au Burkina Faso, Togo, Mali, Ghana, Guinée, Liberia et dans toute l'Afrique subsaharienne grâce à la forte diaspora de ces populations dans le pays. Cette spécialité se diffuse aussi en France, aux USA et en Asie grâce à la diaspora ivoirienne.
Le 21 mai 2024, l'attiéké ivoirien obtient sa labellisation. Cette semoule de manioc fermentée ne peut désormais être vendue sous le nom d’« attiéké » que si elle a été produite en Côte d’Ivoire. Accédant à la demande du gouvernement Ivoirien, l’Organisation africaine de la propriété intellectuelle (OAPI) vient de rendre public le certificat d’enregistrement de l’attiéké comme « marque collective »,.

## Types d'Attiéké chez lesAtchan
Les femmes Ebrié distinguaient l'attiéké (produit réservé à la vente) de plusieurs autres catégories :
- l'Ahi est l'attiéké consommé communément dans le foyer;
- l'Agbodjama  appelé aussi «attiéké gros grain»[7];
- l'Ahité (ou Ayité) encore appelée "Abudjaman petit grain" est un type d'attiéké aux grains fins, plus difficile à préparer, réservé aux occasions exceptionnelles (Fête de Génération, etc.);
- l’Adioukrou[7], en référence à l'ethnie Adioukrou;
- Égbe[7];
- le N’thonien ou "Attiéké ministre" est l'attiéké haut de gamme[7], servi lors des cérémonies prestigieuses telles que les Fêtes de l’Or, les baptêmes en pays Atchan, les fêtes de génération ainsi que les funérailles.
- Le Garba est souvent considéré comme un type d'attiéké plus grossier, préparé et consommé rapidement, notamment dans le contexte du plat populaire "Garba"[8],[9].

Ces distinctions sont propres aux Ébrié.

### L'Agbodjama
L'Abodjama (ou Agbodjama) est une variété d'attiéké dont les grains sont de plus grosse taille que ceux des autres variétés,,. Cet attiéké est généralement consommé par les peuples lagunaires eux-mêmes. Fabriqué à base d'une variété de manioc de qualité supérieure, il coûte plus cher que les autres variétés. Il est souvent difficile de s'en procurer.
L'Abodjama était un mets consommé très rarement, seulement au cours des cérémonies funéraires (Alipan), donnant droit à une année après le décès d'un noble aux cérémonies de successions et au partage de ses biens mobiliers (habits, pagnes), les bijoux et les objets de valeurs étaient exclus. À cette occasion, l'héritier, pour une question de prestige et d'honneur, devait abreuver et nourrir les convives qui venaient honorer les mânes de son parent décédé. Le vin de palme coulait à flots, mais surtout le plat mythique des Tchaman (ébrié), l'Abgodjama, mets de prestige et de choix pour des invités de marque. Le mot "Abodjama" se traduit littéralement par « Abo » veiller, surveiller, garder, adja en langage parlé le « a » s'omet, ce nom désigne l'héritage, "ma" pour signifier arrivée à son terme, plus simplement le jour désigné pour la succession. On distingue trois variétés d'Abodjama :
1. Gros grains, communément appelés « Abodjama hin ma tchué »[10].
2. Grains moyens de couleur blanche appelés « Ayimi »[14].
3. Grains moyens préparés et consommés à l'huile rouge « Ayi sran ou N'tonnié» ou «Attiéké Ministre »[3].

### L'Attiéké petit grain
Il est destiné au commerce et à des grains relativement plus petit que l'Abodjama. C'est l'attiéké standard que l'on trouve à la vente, et à bas coût. Vous trouverez ce type d’attiéké, chez les femmes qui vendent de l'attiéké avec du poisson frit comme accompagnement.

### L'Attiéke de garba
Comme son nom l'indique, il est destiné à la consommation de Garba. Composé de très petits grains entremêlés, il est fabriqué à partir de la pâte de manioc fermentée destinée à faire du placali, d'où son goût très acidulé. De plus, l'étape de roulage pour l'attiéké est remplacée par un tamisage, d'où une texture peu régulière[Comment ?] de ses grains, ceux-ci restant très agglomérés. Le goût très acide provient d'un manioc généralement de mauvaise qualité, ce qui favorise les fibres présentes dans l'attiéké.
Sa vente se fait par lot pour un prix trois fois inférieur à l'attiéké de qualité.

### L'Attiéké N’thonien ou "Ministre"
La qualité est essentiellement due à celle l’élimination des fibres. Ainsi, les grains séchés sont vannés pour éliminer les fibres et toute matière étrangère. Puis, la semoule est tamisée quatre fois de suite avec des tamis à maillage de plus en plus fin de 4 mm à 1 mm.

## Valeur nutritive
L'attiéké est composé à plus de 95 % de glucides et est très pauvre en lipides (environ 2 %) ainsi qu'en protides (moins de 2 %). Sa valeur calorique est faible : en moyenne 188 kcal pour 100 g.
Il a la réputation de faire dormir. Certains[Qui ?] diront que c'est parce qu'il rassasie bien, d'autres parce qu'il a une haute teneur en amidon. Ce phénomène pourrait s'expliquer par la forte teneur en glucides complexes du manioc, ingrédient principal de ce plat.
En effet, lorsqu'il  est consommé en grande quantité ou accompagné de plats riches en lipides ( comme le poisson frit ou sauces huileuses), cela peut entraîner une montée puis une chute de la glycémie, ce qui provoque parfois une sensation de fatigue ou d'envie de dormir.
Les classes populaires l'apprécient d'ailleurs en partie pour l'impression de satiété procurée, et ce à un faible coût.

## Fabrication

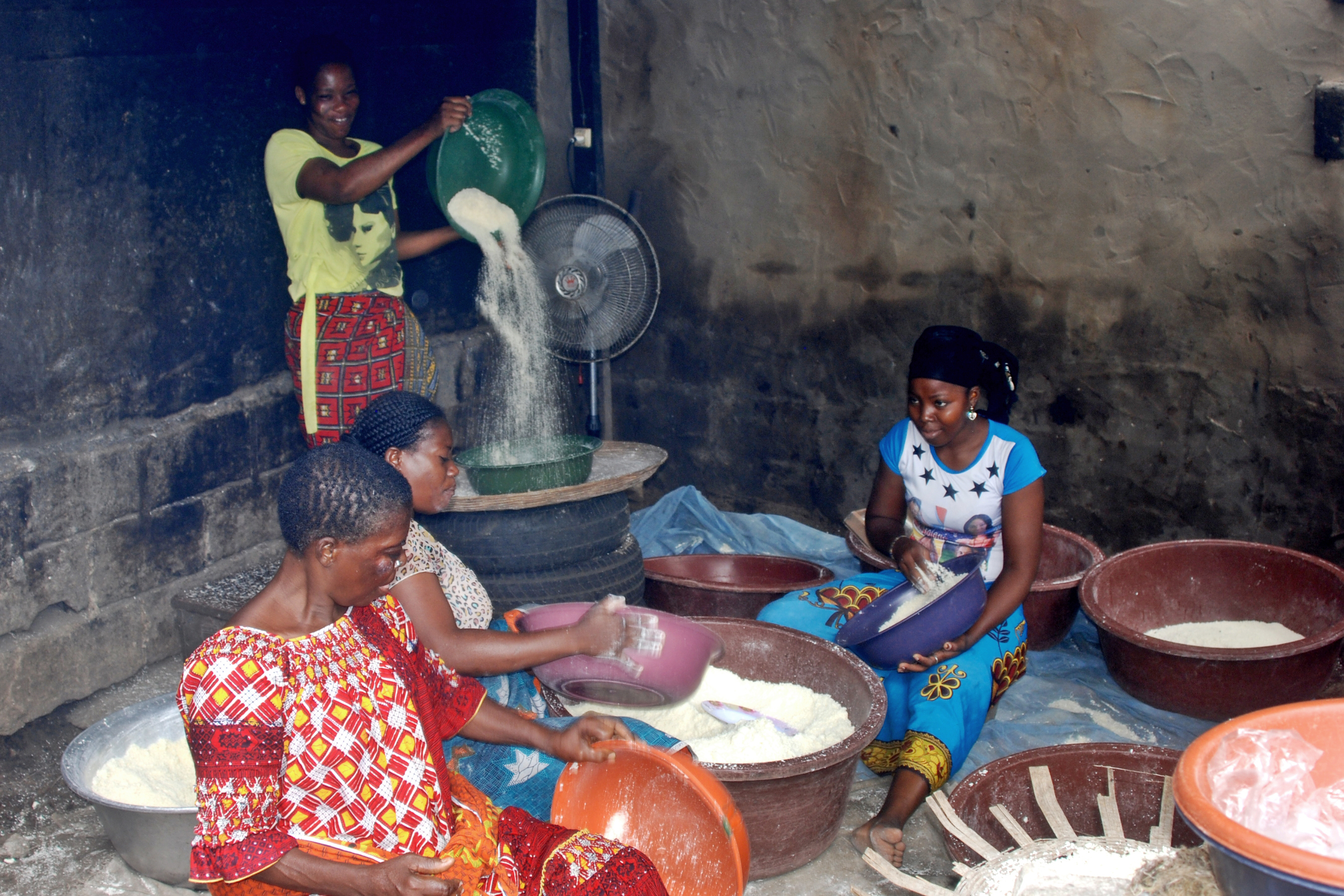
La préparation de l'attiéké est traditionnellement une affaire de femmes.

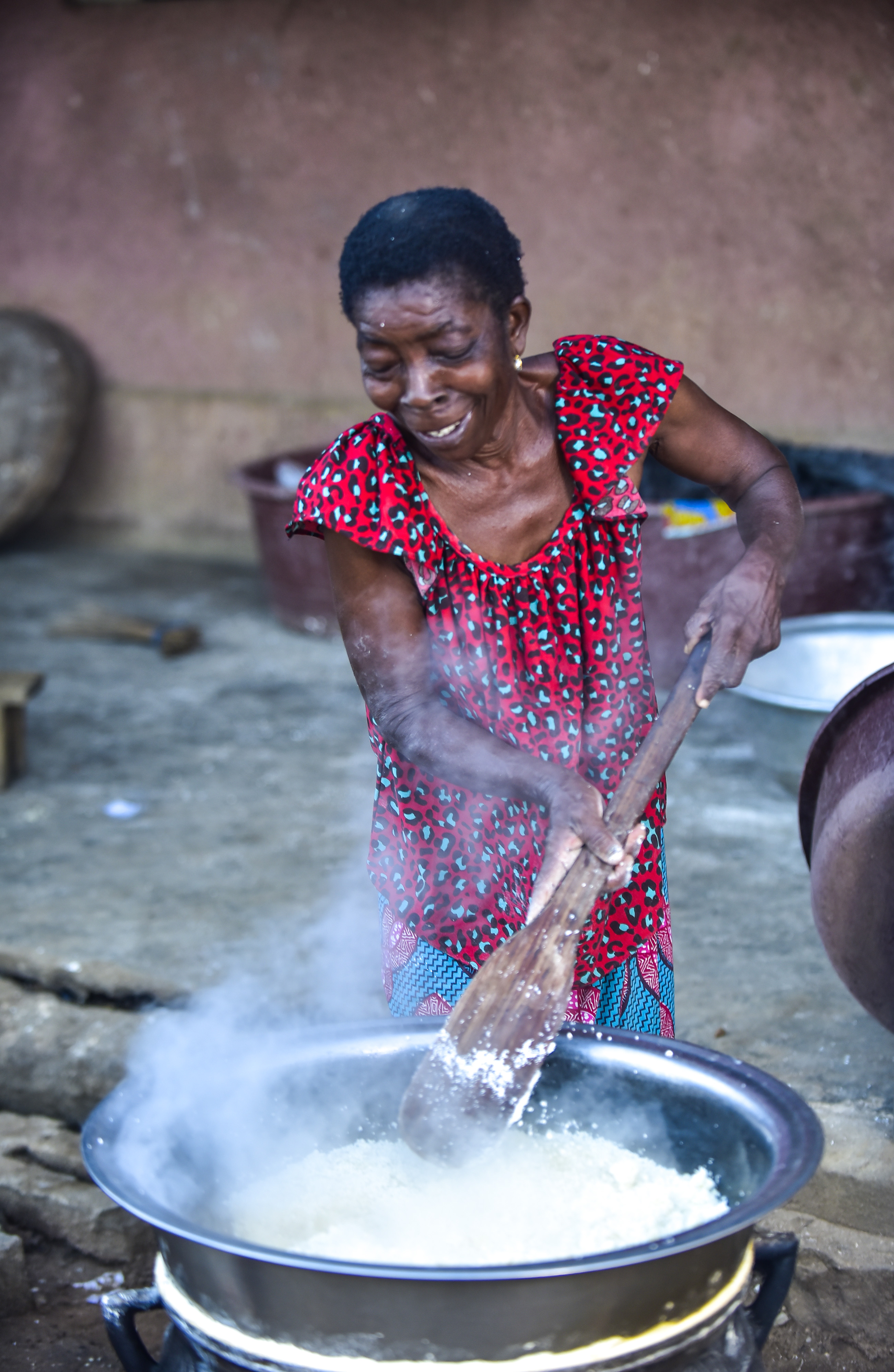
Une femme préparant de l'attiéké.

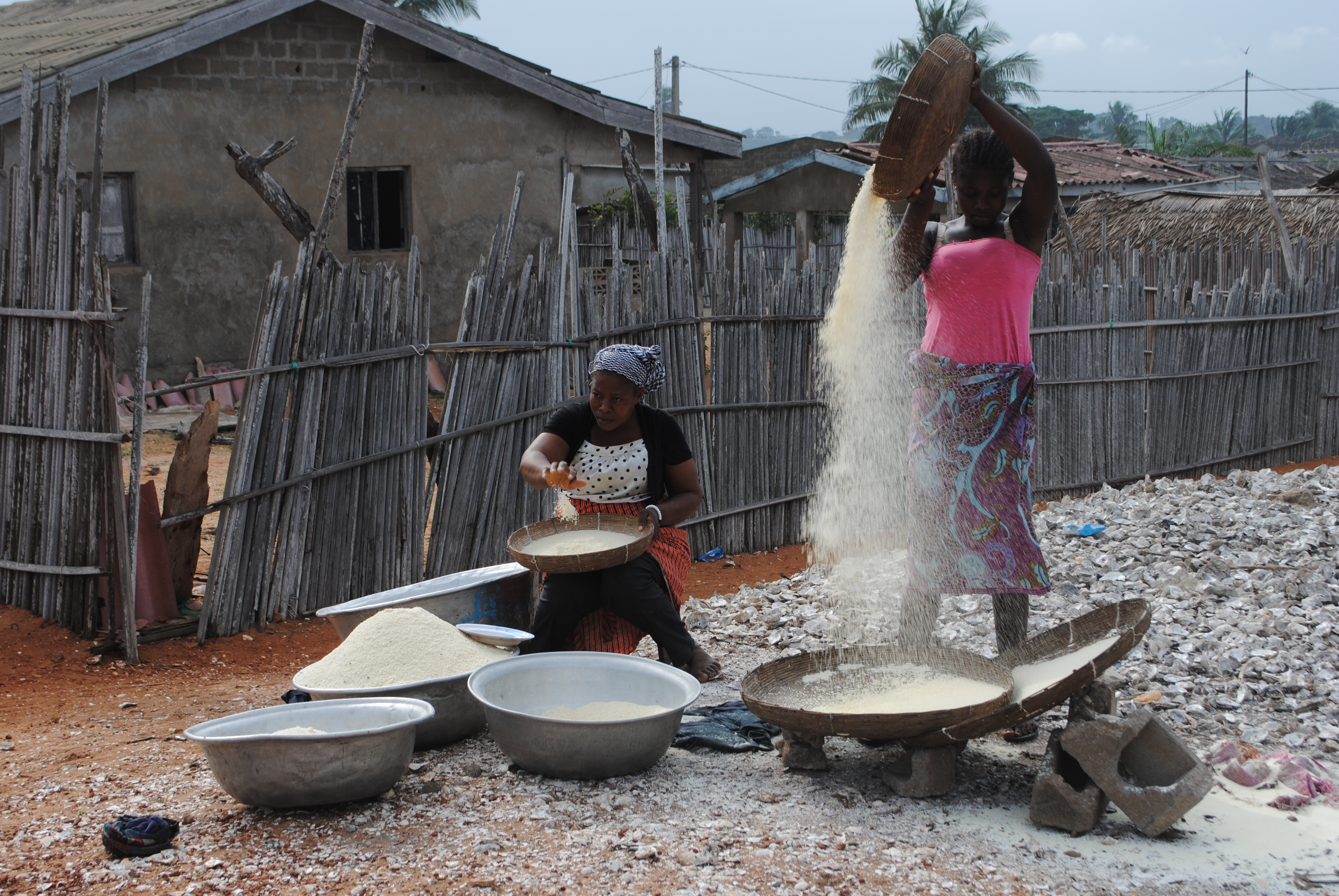
Vannage de la poudre de manioc avant la préparation de l'attiéké à Grand-Lahou (sud de la Côte d'Ivoire).

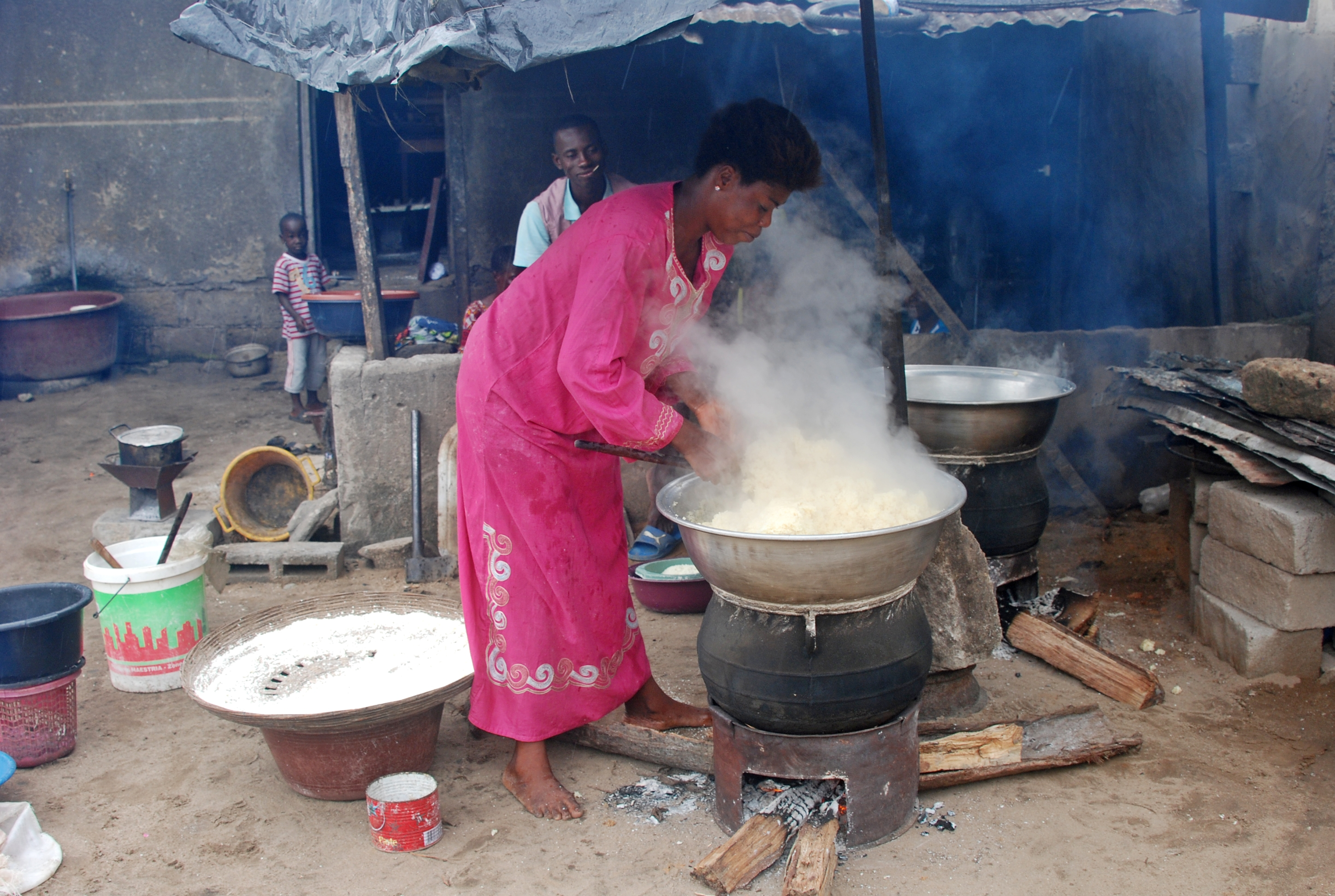
Préparation de l'attiéké dans le quartier d'Abobodoumé à Abidjan.

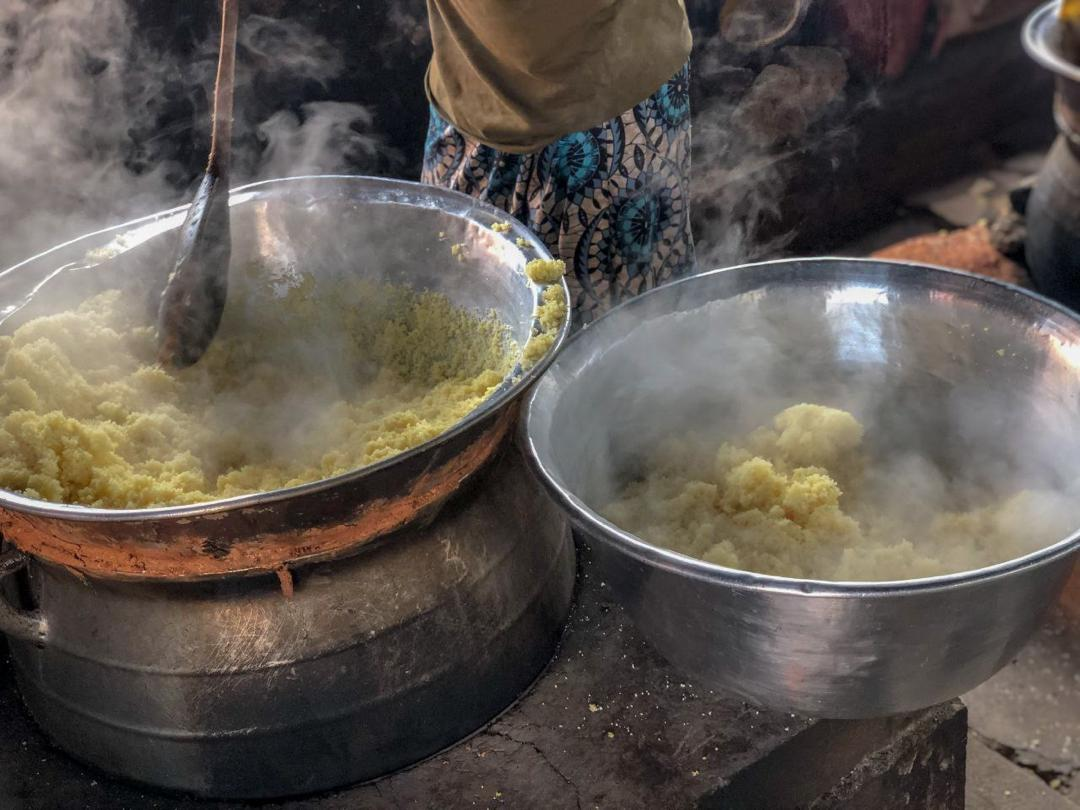
Préparation de l'attiéké dans un quartier de Bouaké.

L'attiéké est traditionnellement produit par les femmes, qui se constituent à cet effet en équipes dans le village et prend entre trois et cinq jours de fabrication.

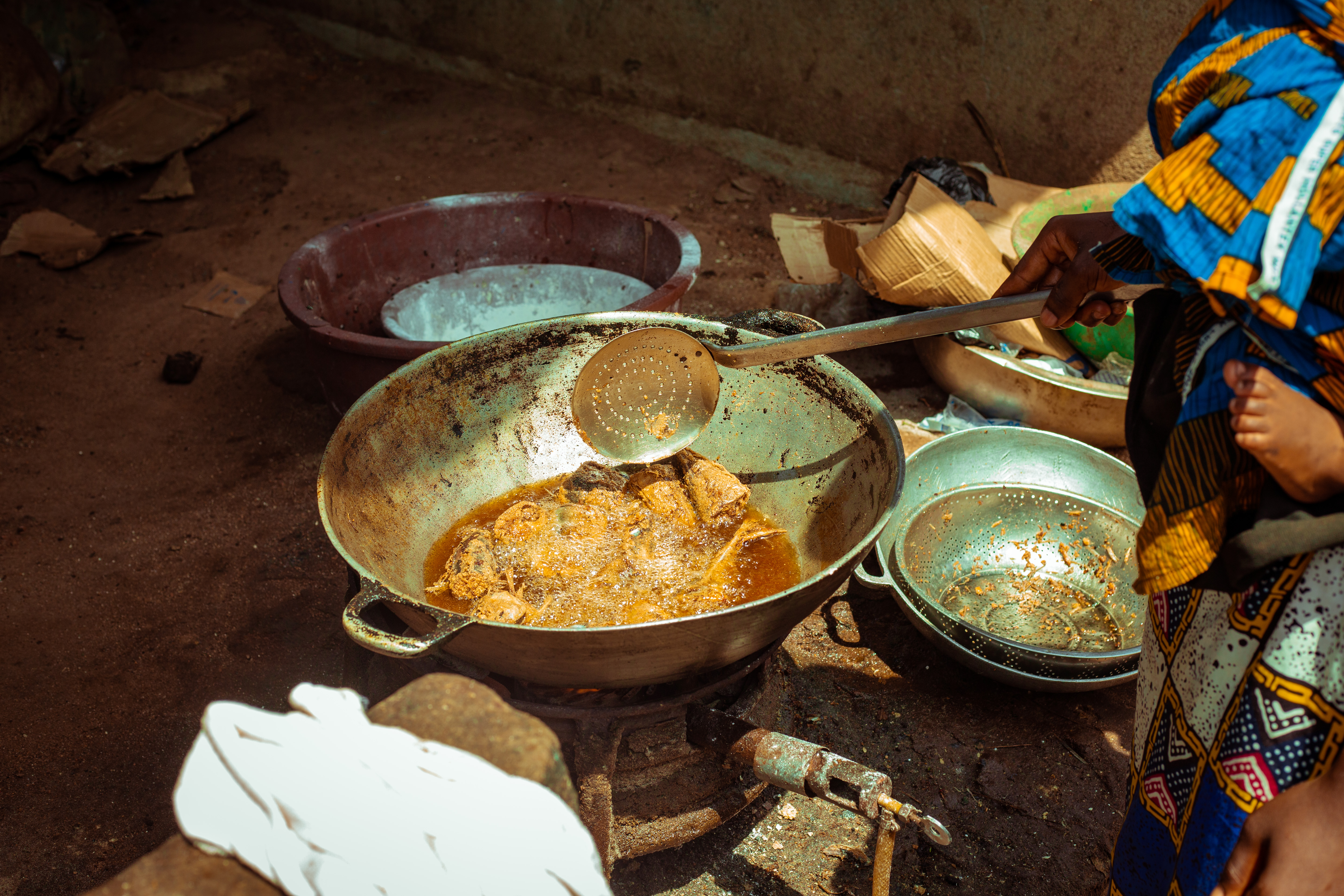
Vendeuse de Garba à Bouaké

Au fil du temps, sa consommation est devenue tellement importante que sa production a été industrialisée. Ainsi, la Société Ivoirienne de Technologie Tropicale (I2T) a été créée en 1979 pour faciliter la tâche des producteurs de la filière attiéké, mais surtout moderniser la production et améliorer la qualité.

### Étapes
Le manioc est épluché, broyé et mélangé à une petite quantité de manioc préalablement fermenté (c'est l'inoculum ou ferment, qui a différentes appellations selon les ethnies productrices : "mangnan" en Ebrié, "lidjrou" en Adjoukrou, et "bêdêfon" en Alladian).
La pâte ainsi obtenue est mise à nouveau à fermenter pendant un à deux jours. Ce temps de fermentation permet d'éliminer en grande partie l'acide cyanhydrique contenu naturellement dans le manioc.
La pâte est essorée, tamisée, séchée et vannée puis mise à cuire à la vapeur. Après quelques minutes de cuisson, l'attiéké est prêt à être consommé.
La semoule de manioc qui n'a pas été séchée avant la cuisson donne un produit différent, appelé l'attoukpou.

## Différences avec le couscous de blé
L'attiéké a un goût très légèrement acide et une odeur caractéristique. Il peut être difficile de faire la différence avec le couscous de blé à première vue mais sa couleur plus claire, sa texture plus élastique et plus collante, son aspect légèrement translucide et son parfum typique le distinguent nettement de ce dernier.
Surtout, l'attiéké est un produit fermenté alors que le couscous est un produit issu de la mouture directe du blé.

## Accompagnement
L'attiéké se consomme traditionnellement avec de la viande ou du poisson souvent avec une sauce(claire ou graine) dans le sud de la Côte d'Ivoire, et peut se manger avec les mains après avoir été malaxé jusqu'à former de petites boulettes.
L'attiéké peut également se consommer avec des œufs en omelette, pour le dîner ou le goûter. Il est alors généralement accompagné d'un mélange d'oignons et de tomates découpés en dés et aromatisés avec des épices et du vinaigre.
L'attiéké peut être accompagné de fruits comme l'avocat et parfois même de graines d'arachides grillées.

## Exportation

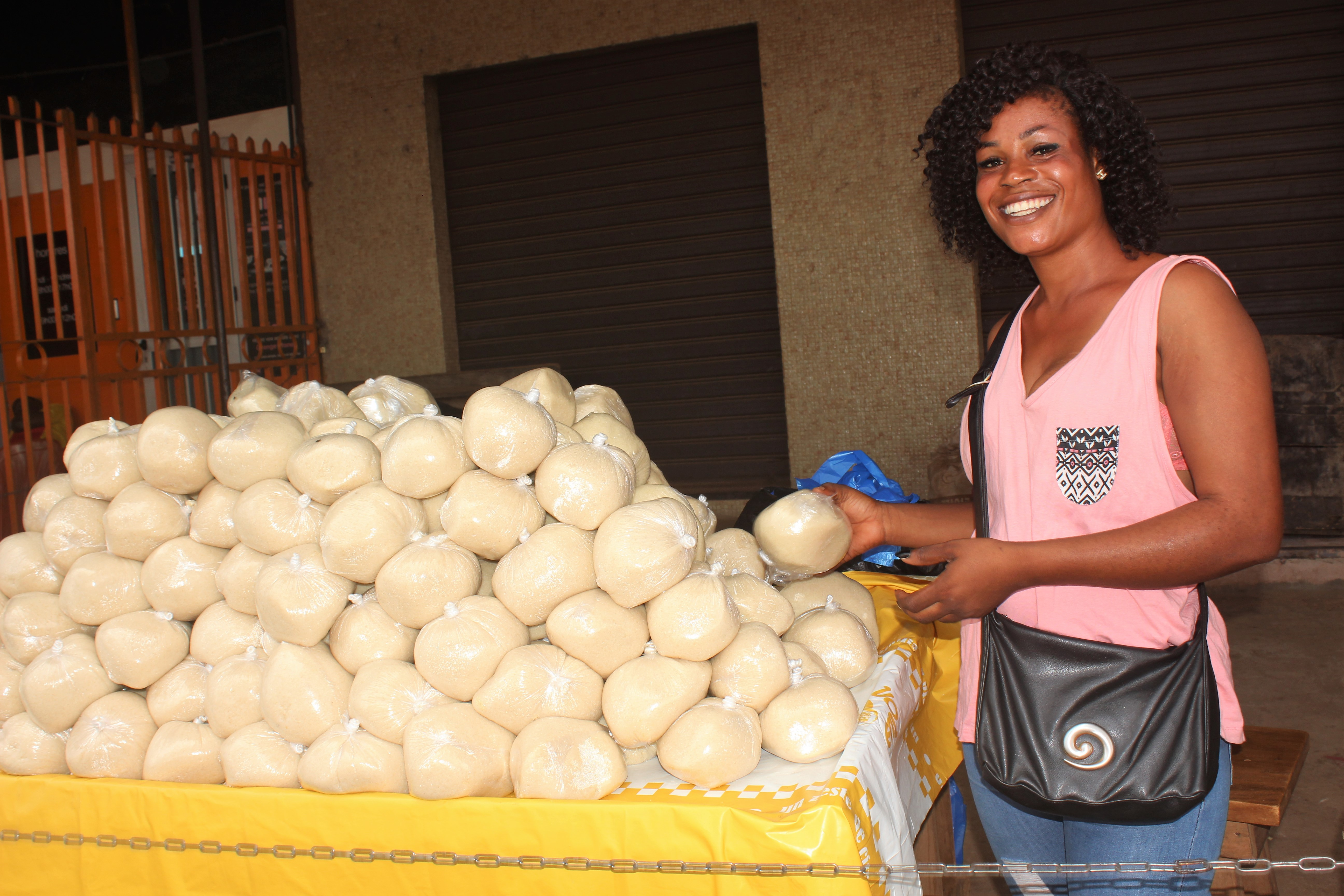
Vente de l'attiéké dans la ville de Dabou en Côte d'Ivoire.

L'attiéké connaît non seulement le succès en Côte d'Ivoire mais il est aussi exporté sous forme déshydratée vers les pays européens et sous forme de boules (sa présentation locale habituelle) vers les autres pays africains de la sous-région occidentale.
Produit typiquement ivoirien, l’attiéké est devenu ces dernières années une denrée qui s'exporte de plus en plus, tant dans les pays de la CEDEAO qu'en Europe, en France et en Belgique plus particulièrement.
En Europe, l'attiéké déshydraté, frais ou congelé, est vendu en sachets d'environ 500 g.

## Attiéké et culture ivoirienne
En 2019, l'État ivoirien a lancé le processus de reconnaissance de l’attiéké des Lagunes en Indication géographique protégée (IGP). L'attiéké est l'un des premiers produits du terroir ivoirien fait désormais partie des produits à être labellisés par l'Organisation africaine de propriété intellectuelle, à côté du café et du pagne baoulé. En juin 2024, l'OAPI publie le certificat d’enregistrement de l’attiéké comme « marque collective » protégeant ainsi les producteurs ivoiriens contre la contrefaçon et l’imitation en Afrique de l'Ouest.
Les savoir-faire liés à la fabrication de l'attiéké en Côte d'Ivoire sont inscrits sur la liste représentative du patrimoine culturel immatériel de l'humanité par l'UNESCO en 2024.